# Dipartimento della Senna
La Senna (in francese Seine) era uno degli 83 dipartimenti creati dalla Rivoluzione francese nel 1790. Inizialmente chiamato dipartimento di Parigi (in francese département de Paris), nel 1795 assunse il nome definitivo. Era un'enclave, in quanto interamente circondato dal dipartimento della Seine-et-Oise.
Nel 1968 fu ufficialmente soppresso e il suo territorio fu ripartito tra quattro nuovi dipartimenti:
- Parigi (1 comune),
- Hauts-de-Seine (27 comuni),
- Senna-Saint-Denis (24 comuni)
- Valle della Marna (29 comuni).

## Demografia
Il dipartimento contava, al momento della soppressione, 5.700.968 abitanti, la maggioranza dei quali si trovava a Parigi (2.590.771 abitanti); nei 27 comuni integrati nell'Hauts-de-Seine risiedevano 1.250.061 abitanti, nei 29 comuni integrati nella Valle della Marna 967.847 abitanti ed infine, nei 24 comuni integrati nella Senna-Saint-Denis, 892.289 abitanti.